# 清儒學案
《清儒學案》，徐世昌等著，共208卷，清代學術思想史著作。
徐世昌於民國十一年（1922年）六月總統下野後隱居天津，召集門客修纂《清儒學案》。其中參與《清史稿》編纂者，如王式通、夏孫桐、金兆蕃、張爾田、柯劭忞、王樹枏等人，或先後參與《學案》的編纂，或提供意見。《清儒学案》編纂主持人实为夏孙桐。该书是否在书名后加“长编”二字，徐、夏二氏意见相左。分為“正案”、“附案”和“諸儒學案”，编入正案179人，附案922人，另列诸儒68人，共收清代学者1169人，包含黃宗羲、顧炎武、王夫之、顏元、戴震、龔自珍、傅山、惠棟等。先列傳略，後載專著、文集。1938年刊刻。
錢穆早年著《清儒學案》，抗日期間因稿沉長江而失傳，僅存〈清儒學案序〉與例言。

## 評價
錢穆「《清儒學案》序」例言中認為，清代義理之學不同於宋、明，門戶脈絡難尋。而清代學術門戶脈絡之易尋者又在於漢學考據，不在於宋學義理。徐世昌《清儒學案》承襲黃宗羲《明儒學案》、全祖望《宋元學案》先例，每學案之首必標舉其師承傳授，以家學、弟子、交游、從游、私淑五類附案，又別出諸儒學案於其後。而細審諸儒師承交游，則所與列學案多所牽強不妥之處。宜因人各一案，因其合而合之，因其分而分之，反而接近當時真相。而編纂當時亦苦於諸儒歸屬比附學案之不易，雖力求文獻論證，終有不能滿意者。
又認為清代考據之學，剖析精密，至極發達，而徐世昌《清儒學案》兼收博採而不能盡其精妙，如是而成集錦之類書，旨在搜羅，未見別擇。此外，編纂者身居平、津，當時清末諸儒，尚多在世，傳記文獻與著作猶未盡刊行，修書時雖然勉力購求，但終有不備之處，也增加執筆的困難。

## 清儒學案曹氏書札
1928年徐世昌與知人倡議編著《清儒學案》，因徐氏寓居天津，所以委由門人曹秉章於北平曹氏家中設立修書處。當時編纂諸人大都在北平，每週五聚會於曹宅討論編修事宜與匯報各自進度，會後曹氏為信述其大要，並將已成書稿數篇寄呈徐世昌。徐氏批閱裁示後再寄回曹秉章，至1938年書成。現存約四百餘通，其中又以1929~1937年間數量最多。
這些書札雖然保存下來，但久未公開，直到2007年方由線裝書局影印行世，而為學者周知。但原件編次雜亂，不乏錯簡脫葉之處，當時書簡之習，又往往只記月日而不記年分，所以先後失序。2016年經李立民校訂注釋後，由中國社會科學出版社出版《『「清儒學案」曹氏書札』整理》，便於參考利用。曹氏書札不僅是瞭解《清儒學案》、《晚晴簃詩匯》（清詩匯）編纂經過的貴重紀錄，而當時平、津文人之日常生活，亦可略見一斑。